# Chameyrat
 Chameyrat  (en occitano Chamairac) es una comuna y población de Francia, en la región de Lemosín, departamento de Corrèze, en el distrito de Tulle y cantón de Tulle Campagne Norte.
Su población en el censo de 2008 era de 1584 habitantes.
Está integrada en la Communauté de communes Tulle et Coeur de Corrèze.

## Demografía
| 1137 | 1185 | 1196 | 1436 | 1569 | 1540 | 1584 |
| Para los censos de 1962 a 1999 la población legal corresponde a la población sin duplicidades (Fuente: INSEE [Consultar]) |      |      |      |      |      |      |